# جاك ريان (مسلسل)
جاك ريان (بالإنجليزية: Jack Ryan)‏ هو مسلسل أمريكي من تأليف كارلتون كيس وغراهام رونالد صدر على منصة أمازون برايم فيديو في 31 أغسطس 2018. المسلسل من بطولة جون كراسينسكي، وندل بيرس، آبي كورنيش، علي سليمان ودينا شهابي.

## روابط خارجية
جاك ريان (مسلسل) على موقع IMDb (الإنجليزية)
- جاك ريان (مسلسل) على موقع ميتاكريتيك (الإنجليزية)
- جاك ريان (مسلسل) على موقع روتن توميتوز (الإنجليزية)
- جاك ريان (مسلسل) على موقع فيلمافينيتي (الإسبانية)
- جاك ريان (مسلسل) على موقع كينوبويسك (الروسية)
- جاك ريان (مسلسل) على موقع ألو سيني (الفرنسية)
- جاك ريان (مسلسل) على موقع قاعدة بيانات الفيلم (الإنجليزية)